# Шубер, Максимилиан
Максимилиан Шубер (нем. Maksymilian Szuber; род. 25 августа 2002, Ополе) — немецкий хоккеист, защитник. Игрок сборной Германии по хоккею с шайбой. Серебряный призёр чемпионата мира 2023 года.

## Биография
Шубер был выбран командой «Аризона Койотис» в шестом раунде драфта НХЛ 2022 года под общим 163-м номером. После трёх сезонов в Немецкой хоккейной лиге (DEL) в составе «Мюнхен Ред Буллз» 1 мая 2023 года защитник подписал с «Койотис» трёхлетний контракт начального уровня.
В сезоне 2023/2024 годов «Аризона Койотис» отозвала Шубера из «Тусон Роудраннерс» и 9 апреля 2024 года он дебютировал в НХЛ в матче против «Сиэтл Кракен», заработав 2 минуты штрафа.
В 2023 году участвовал в составе национальной сборной в чемпионате мира, стал серебряным призёром чемпионата мира. На турнире сыграл в 10 матчах и забил одну шайбу. В 2024 году также вызывался в сборную Германии для участия в чемпионате мира, забил одну шайбу и выполнил одну результативную передачу.
В 2025 году Максимилиан Шубер был включен в состав первой сборной для участия в чемпионате мира, который проходил в Швеции и Дании.